# خورخي ليموس
خورخي ليموس هو طبيب وسياسي أرجنتيني، ولد في 9 يونيو 1948 في بوينس آيرس في الأرجنتين. نشط حزبياً في اقتراح جمهوري.